# ジュディ・ダナウェイ
ジュディ・ダナウェイ（Judy Dunaway、1964年 ミシシッピ州 - ）は、アメリカ合衆国の作曲家、即席演奏家、コンセプチュアル・アーティスト。主として、ラテックスのバルーン（風船）のための音楽作品で知られている。ダナウェイはバルーンを楽器として扱い、1990年以降、そのための曲を30曲以上作曲し、また即興演奏も行っている。

## 経歴
ニューヨーク州立大学ストーニブルック校では、電子音楽作曲家のDaria Semegenやマルチメディア・アーティストのChrista Ericksonの下で学び、作曲のPh.D.を得た。さらに、コネチカットのウェズリアン大学ではアルヴィン・ルシエ（en:Alvin Lucier）について勉強し、実験音楽のMA（Master of Arts）（文学修士）を、さらにニューヨーク市立大学ハンター校からも音楽教育のBS（Bachelor of Science）（理学士）を取得した。
ダナウェイのバルーン作品および即興演奏は北米やヨーロッパの会場、フェスティバルで披露されている。具体的には、リンカーン・センターの戸外、REDCAT、ソーホー・アート・フェスティバル、オルタナティブ・ミュージアム、ニッティング・ファクトリー（en:Knitting Factory）、パフォーマンス・スペース122（en:Performance Space 122）、ルーレット、エクスペリメント・インターメディア、サウンドラボ（en:Soundlab）、ニュー・ミュージアム・オブ・コンテンポラリー・アート、バング・オン・ア・カン（en:Bang on a Can）・フェスティバル、ゲルフ・ジャズ・フェスティバル、ベルリンのPodewil、カールスルーエ・アート・アンド・メディア・センターといったところである。また、バルーン・プレイヤーとしては、ジョン・ゾーンやロスコー・ミッチェル（en:Roscoe Mitchell）の作品で演奏したり、フラックス弦楽四重奏団、パフォーマンス・アーティストのアニー・スプリンクル、ビデオ・アーティストのゼヴ・ロビンソン、ヴィジュアル・アーティストのナンシー・デイヴィッドソンとケン・バトラー、パーカッション奏者のジョン・ホーレンベック（en:John Hollenbeck）、マット・モラン、イルミナチ・ビッグ・バンド、DJ Singe、その他大勢とのコラボレーションによる即興演奏を行っている。ダナウェイのバルーン作品には、エレクトロニックおよびマルチメディア作品、サウンド・インスタレーション（en:Sound installation）の他、弦楽四重奏や合唱、日本の琴といった従来の楽器との共演も含まれる。
ダナウェイは社会運動や文明批評にも関わっていて、最近では、『Sex Workers' Internet Radio Lounge』というセックスワーカーの人権に関係したオーディオ・アートと運動のための非営利目的の教育的ネット配信を立ち上げた。

## ディスコグラフィ
- Judy Dunaway（1991年、廃盤）※アバンギャルド・フォークとフリー・インプロヴィゼーション
- Judy Dunaway and the Evan Gallagher Little Band（1993年、AMF/2002年、Lilly Myrtle Music）※アート・ロック作品集
- ジョン・ゾーン『コブラ』（1994年、Knitting Factory Works）※バルーンによる即興で参加
- New York Guitars（1995年、Composers Recordings, Inc./CRI）※コンピレーション。エレクトリック・ギター作品『Fifty 210』
- The Alt.coffee Tapes（Katahdin Recordings）※共演はマット・モラン、ジョン・ホーレンベック、他“The Alt.coffee Tapes” (www.tedreichman.com)
- Judy Dunaway: Balloon Music（1998年、Composers Recordings, Inc./CRI）※共演は刀根康尚（en:Yasunao Tone）、Dan Evans Farkas
- Shar: Pop Music（2001年、Outer Realm Records）※共演はIlja Komarov（ベース）、Trixa Arnold（ドラム）Shar: Pop Music (Outer Realm Records)
- Mother of Balloon Music（2006年、Innova Recordings）※共演はフラックス弦楽四重奏団、水谷隆子、Damian CateraMother of Balloon Music (Innova Recordings)